# Lescousse
Lescousse település Franciaországban, Ariège megyében. Lakosainak száma 82 fő (2022. január 1.). Lescousse Escosse, Saint-Martin-d’Oydes, Saint-Michel és Unzent községekkel határos.

## Népesség
A település népességének változása:
| Lakosok száma | 111  | 103  | 90   | 91   | 80   | 77   | 75   | 79   | 81   | 82   |
|               | 1968 | 1982 | 1990 | 2006 | 2013 | 2015 | 2017 | 2019 | 2020 | 2022 |